# 人性之星
人性之星（英語：Humanity Star）是美国火箭实验室公司于2018年1月21日用电子号火箭从新西兰发射的一颗人造卫星。

## 特点
该卫星外观类似于迪斯科舞厅的闪光灯球，直径差不多1米，全身主要由碳纤维制成，外边镶上65片三角形镜面，可以不同角度高度反射太阳光至地球，成为夜空中最闪亮的“星星”之一。该卫星部署在低地轨道上，每隔90分钟绕地球一圈。因其反光能力很强，其视星等最高可达7.0。

## 目的
该公司特地架设了追踪“人性之星”的网站，有意观测者在上面可以到查询卫星的实时位置。运行9个月之后，“人性之星”将开始慢慢脱离轨道，在地心引力的作用下坠入大气层中燃烧殆尽。该卫星设计者、火箭实验室创始人兼首席执行官彼得·贝克（Peter Beck）表示，这颗高度反射光的卫星没有实际用途，只是意在提醒人类有关气候变化和资源短缺等严峻问题，“希望当大家抬头仰望它时，就能想起卫星背后那辽阔无边的美丽宇宙，无论你正在世界上哪个角落、生活中发生了什么事，都能因此对事情产生不同的想法与行动。”

## 批评
世界各地的天文学家批评该卫星干扰了他们对宇宙的科学研究，也被认为是对夜空的破坏和涂鸦。